# Isabelle Demongeot
| Posities op de WTA-ranglijst Positie per einde seizoen: \| jaar \| rang enkelspel \| rang dubbelspel \| \| ---- \| -------------- \| --------------- \| \| 1983 \| 244 \| – \| \| 1984 \| 165 \| – \| \| 1985 \| 135 \| – \| \| 1986 \| 65 \| 63 \| \| 1987 \| 53 \| 40 \| \| 1988 \| 45 \| 24 \| \| 1989 \| 46 \| 34 \| \| 1990 \| 78 \| 63 \| \| 1991 \| 61 \| 25 \| \| 1992 \| 136 \| 32 \| \| 1993 \| 145 \| 61 \| \| 1994 \| 152 \| 89 \| \| 1995 \| 124 \| 117 \| \| 1996 \| 242 \| 243 \| |                |                 |
| jaar | rang enkelspel | rang dubbelspel |
| 1983 | 244            | –               |
| 1984 | 165            | –               |
| 1985 | 135            | –               |
| 1986 | 65             | 63              |
| 1987 | 53             | 40              |
| 1988 | 45             | 24              |
| 1989 | 46             | 34              |
| 1990 | 78             | 63              |
| 1991 | 61             | 25              |
| 1992 | 136            | 32              |
| 1993 | 145            | 61              |
| 1994 | 152            | 89              |
| 1995 | 124            | 117             |
| 1996 | 242            | 243             |

Isabelle Demongeot (Gassin, 18 september 1966) is een voormalig tennisspeelster uit Frankrijk. Demongeot speelt rechtshandig en heeft een enkelhandige backhand. Zij was actief in het proftennis van 1983 tot en met 1996. Zij was enkelspelkampioene van Frankrijk in 1989.

## Loopbaan

### Enkelspel
Demongeot debuteerde in 1983 op het ITF-toernooi van Milaan (Italië). Later dat jaar stond zij voor het eerst in een finale, op het ITF-toernooi van Asjkelon (Israël) – hier veroverde zij haar eerste titel, door de Israëlische Rafeket Benjamini te verslaan. In totaal won zij vier ITF-titels, de laatste in 1985 in Chicago (VS).
In 1985 kwalificeerde Demongeot zich voor het eerst voor een WTA-hoofdtoernooi, op het toernooi van Berlijn. Zij stond één keer in een WTA-finale, in 1991 op het toernooi van Westchester – hier veroverde zij haar enige enkelspeltitel, door de Amerikaanse Lori McNeil te verslaan.
Haar beste resultaat op de grandslamtoernooien is het bereiken van de vierde ronde, op Wimbledon 1986 – zij verloor er van de als eerste geplaatste Martina Navrátilová. Haar hoogste notering op de WTA-ranglijst is de 35e plaats, die zij bereikte in mei 1988.

### Dubbelspel
Demongeot behaalde in het dubbelspel betere resultaten dan in het enkelspel. Zij debuteerde in 1984 op het ITF-toernooi van Monviso (Italië), samen met landgenote Nathalie Tauziat. Later dat jaar stond zij voor het eerst in een finale, op het ITF-toernooi van Lyon (Frankrijk), weer samen met Tauziat – zij verloren van het duo Mercedes Paz en Ronni Reis. In 1985 veroverde Demongeot haar eerste titel, op het ITF-toernooi van San Antonio (VS), samen met Tauziat, door het duo Elisabeth Ekblom en Marianne van der Torre te verslaan. In totaal won zij vier ITF-titels, de laatste in 1994 in Limoges (Frankrijk), met de Zweedse Maria Strandlund.
In 1985 speelde Demongeot voor het eerst op een WTA-hoofdtoernooi, op het toernooi van Barcelona, samen met Tauziat. Zij bereikten er de halve finale. Zij stond in 1987 voor het eerst in een WTA-finale, op het toernooi van Parijs, samen met Tauziat – hier veroverde zij haar eerste titel, door het koppel Sandra Cecchini en Sabrina Goleš te verslaan. In totaal won zij negen WTA-titels, de laatste in 1993 in Auckland, samen met de Zuid-Afrikaanse Elna Reinach.
Haar beste resultaat op de grandslamtoernooien is het bereiken van de kwartfinale. Haar hoogste notering op de WTA-ranglijst is de 20e plaats, die zij bereikte in mei 1989.

#### Gemengd dubbelspel
Op alle grandslamtoernooien, maar vooral op Roland Garros, nam Demongeot ook aan het gemengd dubbelspel deel. Haar beste resultaat is het bereiken van de derde ronde, op Roland Garros 1991 met de Zuid-Afrikaan Piet Norval aan haar zijde.

### Tennis in teamverband
In de periode 1985–1993 maakte Demongeot deel uit van het Franse Fed Cup-team. In 1990 bereikte zij met Mary Pierce de kwartfinale van de Wereldgroep, door Taiwan en Nieuw-Zeeland te verslaan – in de kwartfinale moesten zij hun meerdere erkennen in het Spaanse koppel Conchita Martínez en Arantxa Sánchez Vicario. In 1992 bereikte Demongeot nogmaals de kwartfinale, nu met Nathalie Tauziat aan haar zijde – na winst op China en het Gemenebest van Onafhankelijke Staten (GOS) verloren zij in de kwartfinale van het Amerikaanse duo Gigi Fernández en Pam Shriver. In 1993 stapte zij pas in de kwartfinale in het team (dat door Nathalie Tauziat en Julie Halard de eerste en de tweede ronde had gewonnen) – door winst op Tsjechië ging het Franse team verder naar de halve finale, waar zij werden uitgeschakeld door hetzelfde Spaanse team als in 1990. In totaal behaalde Demongeot bij de Fed Cup een winst/verlies-balans van 12–8.
Samen met Yannick Noah vertegenwoordigde zij Frankrijk bij de Hopman Cup in 1990. In de eerste ronde versloegen zij het Nederlandse koppel Schultz/Schapers – Demongeot won haar enkelspelpartij van Brenda Schultz. In de tweede ronde verloren zij van Tsjecho-Slowakije.

## Palmares
| Legenda                |
| ---------------------- |
| Grandslamtoernooi      |
| Olympische Spelen      |
| Year-End Championships |
| Tier I                 |
| Tier II                |
| Tier III               |
| Tier IV & V            |

### WTA-finaleplaatsen enkelspel
| nr.              | finale     | toernooi        | ondergrond | tegenstandster | score    |
| ---------------- | ---------- | --------------- | ---------- | -------------- | -------- |
| gewonnen finales |            |                 |            |                |          |
| 1.               | 1991-07-28 | WTA Westchester | hardcourt  | Lori McNeil    | 6-4, 6-4 |
| verloren finales |            |                 |            |                |          |
| geen             |            |                 |            |                |          |

### WTA-finaleplaatsen vrouwendubbelspel
| nr.              | finale     | toernooi            | ondergrond    | partner           | tegenstandsters                      | score         |
| ---------------- | ---------- | ------------------- | ------------- | ----------------- | ------------------------------------ | ------------- |
| gewonnen finales |            |                     |               |                   |                                      |               |
| 1.               | 1987-10-04 | WTA Parijs          | gravel        | Nathalie Tauziat  | Sandra Cecchini Sabrina Goleš        | 1-6, 6-3, 6-3 |
| 2.               | 1988-05-15 | WTA Berlijn         | gravel        | Nathalie Tauziat  | Claudia Kohde-Kilsch Helena Suková   | 6-2, 4-6, 6-4 |
| 3.               | 1988-10-23 | WTA Zürich          | tapijt (i)    | Nathalie Tauziat  | Claudia Kohde-Kilsch Helena Suková   | 6-3, 6-3      |
| 4.               | 1989-05-07 | WTA Hamburg         | gravel        | Nathalie Tauziat  | Jana Novotná Helena Suková           | walk-over     |
| 5.               | 1991-08-11 | WTA Albuquerque     | hardcourt     | Katrina Adams     | Lise Gregory Mareen Louie            | 6-7, 6-4, 6-3 |
| 6.               | 1991-10-06 | WTA Leipzig         | tapijt (i)    | Manon Bollegraf   | Jill Hetherington Kathy Rinaldi      | 6-4, 6-3      |
| 7.               | 1992-04-19 | WTA Pattaya         | hardcourt     | Natalia Medvedeva | Pascale Paradis Sandrine Testud      | 6-1, 6-1      |
| 8.               | 1992-04-26 | WTA Kuala Lumpur    | hardcourt (i) | Natalia Medvedeva | Rika Hiraki Petra Langrová           | 2-6, 6-4, 6-1 |
| 9.               | 1993-02-07 | WTA Auckland        | hardcourt     | Elna Reinach      | Jill Hetherington Kathy Rinaldi      | 6-2, 6-4      |
| verloren finales |            |                     |               |                   |                                      |               |
| 1.               | 1988-07-17 | WTA Nice            | gravel        | Nathalie Tauziat  | Catherine Suire Catherine Tanvier    | 4-6, 6-4, 2-6 |
| 2.               | 1988-10-30 | WTA Brighton        | tapijt (i)    | Nathalie Tauziat  | Lori McNeil Betsy Nagelsen           | 6-7, 6-2, 6-7 |
| 3.               | 1991-09-29 | WTA Sint-Petersburg | tapijt (i)    | Jo Durie          | Olena Brjoechovets Natalia Medvedeva | 5-7, 3-6      |
| 4.               | 1994-05-01 | WTA Tarente         | gravel        | Sandra Cecchini   | Irina Spîrlea Noëlle van Lottum      | 3-6, 6-2, 1-6 |

## Resultaten grandslamtoernooien
| Legenda | Legenda                          |
| ------- | -------------------------------- |
| g.t.    | geen toernooi gehouden           |
| l.c.    | lagere categorie                 |
| –       | niet deelgenomen                 |
| G       | uitgeschakeld in de groepsfase   |
| 1R      | uitgeschakeld in de eerste ronde |
| 2R      | uitgeschakeld in de tweede ronde |
| 3R      | uitgeschakeld in de derde ronde  |
| 4R      | uitgeschakeld in de vierde ronde |
| KF      | uitgeschakeld in de kwartfinale  |
| HF      | uitgeschakeld in de halve finale |
| F       | de finale verloren               |
| W       | het toernooi gewonnen            |
| w-v     | winst/verlies-balans             |

### Enkelspel
| Toernooi        | 1984 | 1985 | 1986 | 1987 | 1988 | 1989 | 1990 | 1991 | 1992 | 1993 | 1994 | 1995 | 1996 | w-v   |
| --------------- | ---- | ---- | ---- | ---- | ---- | ---- | ---- | ---- | ---- | ---- | ---- | ---- | ---- | ----- |
| Australian Open | –    | –    | g.t. | –    | –    | –    | 3R   | –    | 1R   | 3R   | –    | –    | 1R   | 4-4   |
| Roland Garros   | 2R   | 1R   | 1R   | 2R   | 3R   | 2R   | 1R   | 1R   | 1R   | 1R   | 1R   | 1R   | 1R   | 5-13  |
| Wimbledon       | –    | 3R   | 4R   | 3R   | 1R   | 2R   | 1R   | 1R   | 2R   | 1R   | 1R   | 2R   | –    | 10-11 |
| US Open         | –    | 1R   | 1R   | 3R   | 1R   | 1R   | 2R   | –    | 1R   | –    | 3R   | 1R   | –    | 5-9   |

### Vrouwendubbelspel
| Toernooi        | 1985 | 1986 | 1987 | 1988 | 1989 | 1990 | 1991 | 1992 | 1993 | 1994 | 1995 | 1996 | w-v   |
| --------------- | ---- | ---- | ---- | ---- | ---- | ---- | ---- | ---- | ---- | ---- | ---- | ---- | ----- |
| Australian Open | –    | g.t. | –    | –    | –    | 3R   | –    | 3R   | 1R   | –    | –    | 1R   | 4-4   |
| Roland Garros   | 1R   | 3R   | KF   | 3R   | 3R   | 1R   | –    | KF   | 3R   | 1R   | 1R   | 1R   | 14-11 |
| Wimbledon       | 3R   | 1R   | 2R   | 3R   | 1R   | 1R   | 1R   | 3R   | 1R   | –    | 3R   | 2R   | 10-11 |
| US Open         | 2R   | 1R   | 1R   | 1R   | 3R   | 2R   | 2R   | 3R   | 1R   | 1R   | 1R   | –    | 7-11  |

### Gemengd dubbelspel
| Toernooi        | 1985 |    | 1991 | 1992 | 1993 | 1994 | 1995 | 1996 | w-v |
| --------------- | ---- | -- | ---- | ---- | ---- | ---- | ---- | ---- | --- |
| Australian Open | –    | –  | 1R   | 1R   | –    | –    | –    | 0-2  |     |
| Roland Garros   | 1R   | 3R | 2R   | 1R   | 1R   | 2R   | 1R   | 3-7  |     |
| Wimbledon       | –    | –  | 1R   | 1R   | –    | –    | –    | 0-2  |     |
| US Open         | –    | –  | 2R   | –    | –    | –    | –    | 1-1  |     |